# Shinjuku

Ligging van Shinjuku.

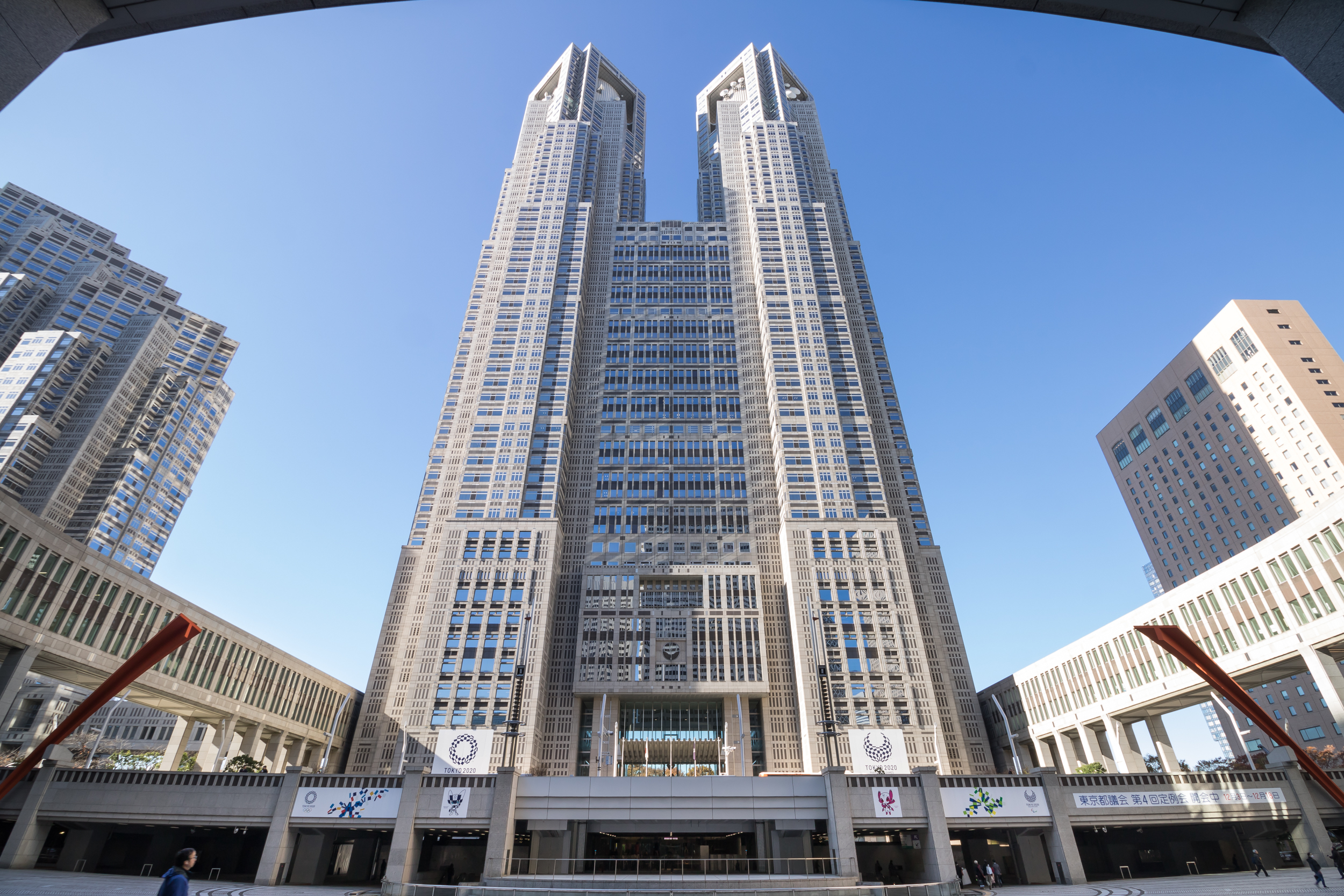
Tokyo Metropolitan Government Building

Nishi-shinjuku wolkenkrabbers

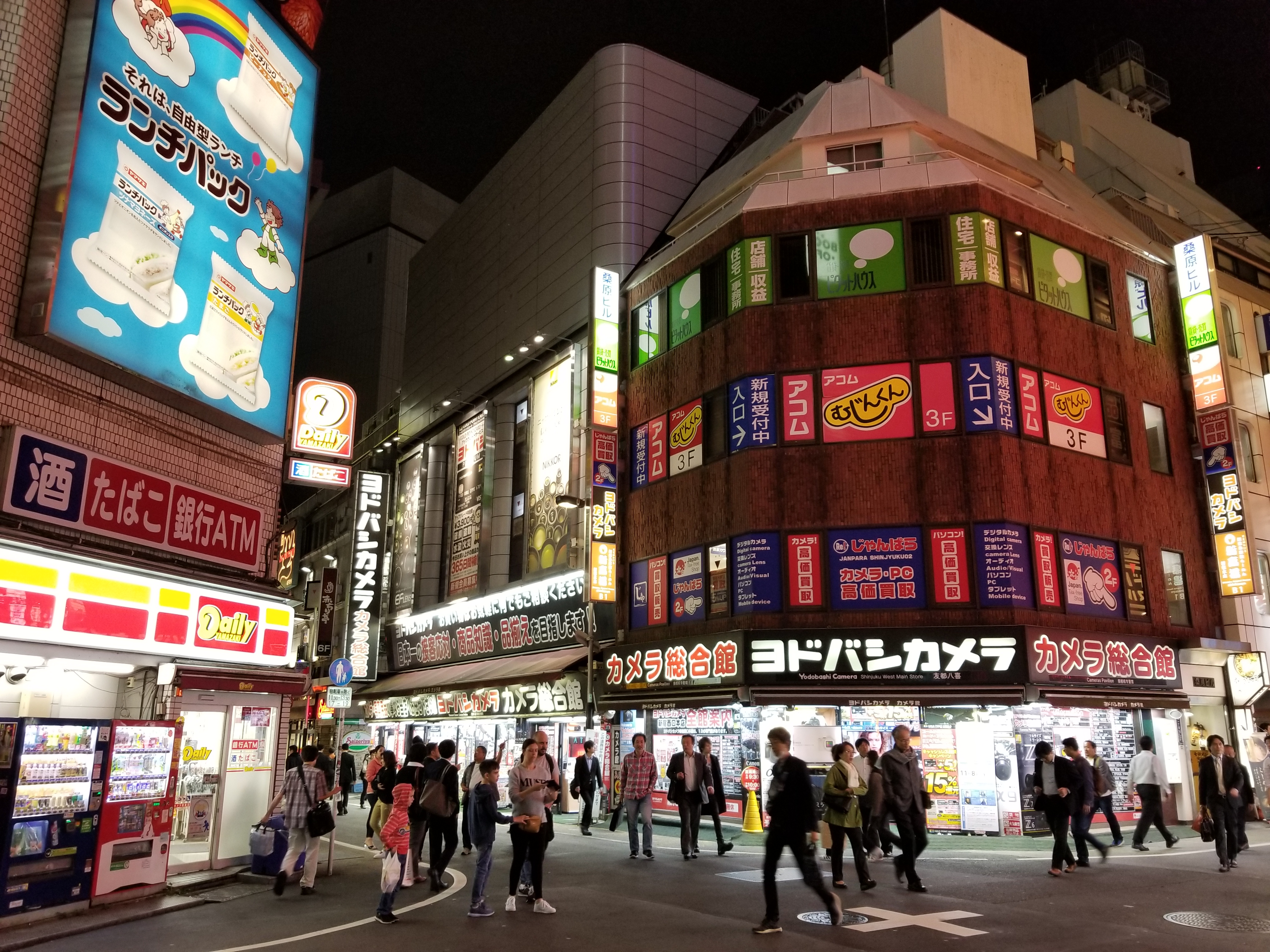
Reclameborden in Shinjuku

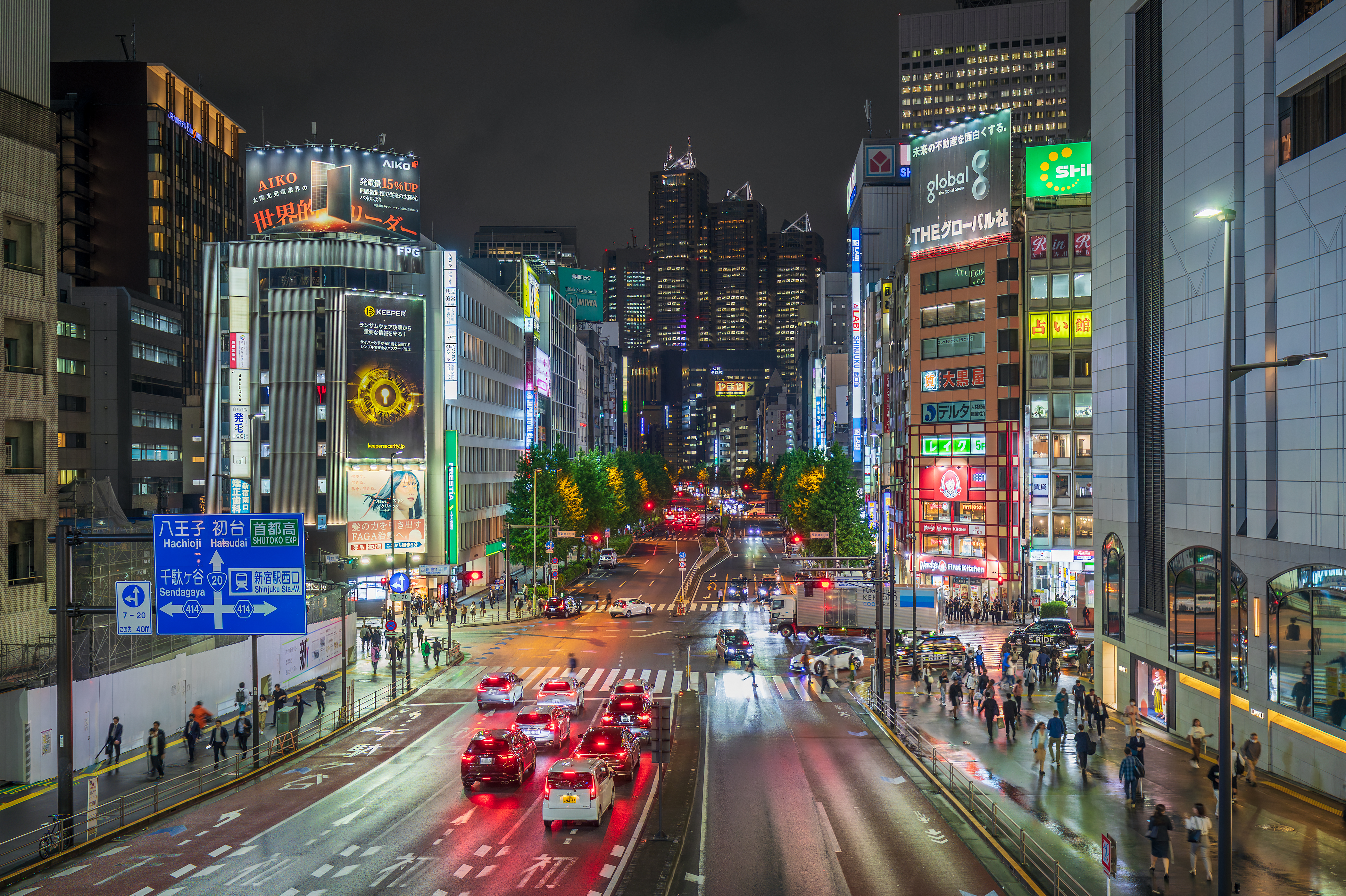
Nishi-Shinjuku tijdens de nacht.

Shinjuku (Japans: 新宿区, Shinjuku-ku) is een van de 23 speciale wijken van Tokio. Shinjuku heeft het statuut van stad en noemt zich in het  Engels ook Shinjuku City. Op 1 maart 2008 had de stad 310.796 inwoners.  De bevolkingsdichtheid bedroeg 17050 inw./km².  De oppervlakte van de stad is 18,23 km². Het is een belangrijk zaken- en bestuurscentrum van Tokio. Station Shinjuku is een van de belangrijkste spoorwegstations in Tokio, waar iedere werkdag meer dan 3,60 miljoen mensen in- en uitstappen.

## Geografie
Shinjuku-ku wordt begrensd door de wijken Chiyoda in het oosten, Bunkyo en Toshima in het noorden, Nakano in het westen en Shibuya en Minato in het zuiden. De wijk Nerima bevindt zich maar op enkele honderden meters afstand. Het hoogste punt van Shinjuku (44,6 m) is de Hakone-heuvel. Deze bevindt zich in het  Toyama-park, ten oosten van  de stations Takadanobaba en Shin-Okubo. Het laagste punt (4,2 m) ligt in de wijk Iidabashi.

## Wijken en buurten
- Ichigaya: een commercieel centrum in het oosten van Shinjuku. Hier bevindt zich het Japanse ministerie van Defensie.
- Kabukicho  is een wijk met veel restaurants, bars, prostitutie en "love-hotels". De wijk bevindt zich ten noordoosten van het station Shinjuku;
- Nishi-shinjuku: de wijk met de meeste wolkenkrabbers van  Tokio. Onder deze kantoorgebouwen bevinden zich het Tokyo Metropolitan Government Building (TMG gebouw), waarin het bestuur van de prefectuur Tokio is gehuisvest. Ook vindt men er veel warenhuizen, bioscopen en hotels (de hotelscènes in de film Lost in Translation met Bill Murray zijn in het hotel Park Hyatt Tokyo in Shinjuku opgenomen). Nishi-shinjuku bevindt zich ten westen van het station Shinjuku. Nishi-shinjuku is ook een wereldwijd belangrijk decision making center.
- Okubo: de bekendste Koreaanse wijk van Tokio.
- Shinanomachi: in het zuiden van Shinjuku, met het Olympisch Stadion en het stadion Meiji-Jingu.
- De nationale tuin Shinjuku Gyoen is een van de grootste en mooiste parken in Tokio. In de maand april is het een goede plek om bloeiende kersenbloesem te bewonderen (hanami) en in de herfst trekt de tuin bewonderaars van herfstkleuren (momijigari). Het park werd in 1903 aangelegd voor de keizerlijke familie, maar werd in 1949 voor het publiek opengesteld.
- Shinjuku ni-chome: een bekende homobuurt.
- Waseda: de wijk rondom de prestigieuze universiteit Waseda. In de buurt van Takadanobaba is er een grote studenten- en uitgaansbuurt.

## Vervoer

### Trein
Het JR-station Shinjuku is een van de belangrijkste spoorwegstations in Tokio, waar iedere werkdag meer dan 3 miljoen mensen in- en uitstappen. Er zijn verbindingen met 3 metrolijnen en 3 JR-lijnen en 2 privétreinlijnen.
- JR East
  - Yamanote-lijn: Takadanobaba, Shin Okubo en Shinjuku
  - Chūō-lijn, Sobu-lijn: stations Yotsuya, Shinanomachi, Shinjuku en Okubo
  - Saikyo-lijn, Shonan-Shinjuku-lijn: Station Shinjuku
- Odakyu Odawara-lijn: Station Shinjuku
- Keio: Keio-lijn, Keio Shin-lijn: Station Shinjuku
- Seibu Shinjuku-lijn: stations Nishishinjuku, Takadanobaba, Shimo-ochiai en Nakai

### Metro
- Tokyo Metro
  - Marunouchi-lijn: stations Yotsuya, Yotsuya Sanchome, Shinjuku Gyoenmae, Shinjuku Sanchome, Shinjuku en Nishi Shinjuku
  - Yurakucho-lijn: stations Ichigaya en  Iidabashi
  - Tozai-lijn: stations Kagurazaka, Waseda, Takadanobaba en Ochiai
  - Namboku-lijn: stations Iidabashi, Ichigaya en  Yotsuya
- Toei Metro
  - Shinjuku-lijn: stations Akebonobashi, Shinjuku Sanchome en Shinjuku
  - Oedo-lijn: stations Ochiai Minaminagasaki, Nakai, Nishi Shinjuku Gochome, Tocho-mae, Kokuritsu Kyougijou, Ushigome Kagurazaka, Ushigome Yanagicho, Wakamatsu Kawada, Higashi Shinjuku en Shinjuku Nishiguchi
  - Toden Arakawa-lijn: stations Omokagebashi, Waseda

### Autowegen
- Shuto-autosnelweg
  - Shinjuku-lijn (Knooppunt Miyakezaka - Takaido)
  -  Ikebukuro-lijn (Knooppunt Takebashi - Knooppunt Bijogi )
- Nationale Autowegen
  - Autoweg 20 (lokale naam Shinjuku-dōri, Kōshū Kaidō)

## Partnersteden
Shinjuku heeft een stedenband met :
- Lefkada, Griekenland
- District Mitte van de Duitse hoofdstad Berlijn
- District Dongcheng van de Chinese hoofdstad Peking

## Geboren in Shinjuku
- Bando Tsumasaburo (阪東妻三郎, Bandō Tsumasaburō ; 13 december 1901 – 7 juli 1953), een acteur uit verschillende Jidaigeki-films
- Yukio Mishima (島由紀夫, Mishima Yukio ; 14 januari 1925 - 25 november 1970), een schrijver en politiek activist.
- Natsume Soseki (夏目漱石, Natsume Sōseki; 9 februari 1867 - 9 december 1916), een schrijver
- Takuma Sato (28 januari 1977), Formule 1-coureur.
- Kaoru Sugita (杉田かおる, Sugita Kaoru ; 27 november 1964), een actrice en zangeres
- Tetsuro Tamba (丹波 哲郎, Tanba Tetsurō ; 17 juli 1922 - 25 september 2006), een acteur die de rol van Tiger Tanaka speelde in de James Bondfilm You Only Live Twice
- Koji Yamamoto (山本耕史, Yamamoto Koji ; 31 oktober 1976), een acteur en zanger
- Anna Tsuchiya (土屋 アンナ, Tsuchiya Anna ; 11 maart 1984) een zangeres, model en actrice.